# Reiche Ebrach
Reiche Ebrach – rzeka w Bawarii, lewy dopływ Regnitz. 